# Burmeistera coleoides
Burmeistera coleoides är en klockväxtart som först beskrevs av Wilhelm Vatke, och fick sitt nu gällande namn av Franz Elfried Wimmer. Burmeistera coleoides ingår i släktet Burmeistera och familjen klockväxter.
Artens utbredningsområde är Colombia. Inga underarter finns listade i Catalogue of Life.